# Ліхтарна акула чорнорота
Ліхтарна акула чорнорота (Etmopterus evansi) — акула з роду Ліхтарна акула родини Ліхтарні акули.

## Опис
Загальна довжина досягає 30-31 см. Голова широка, помірно довга. Морда коротка та вузька. Очі овальні, циліндричні. За ними присутні невеликі бризкальця. Ніздрі розташовані ближче до кінця морди. Рот помірно широкий. Загалом на щелепах є 37-38 дрібних зубів. За бризкальцями присутні 5 пар коротких зябрових щілин. Тулуб стрункий, циліндричний. Осьовий скелет складає 76-82 хребців. Шкіряна луска дрібна, розташовані щільно, поздовжніми рядками. Грудні плавці невеликі, округлі. Має 2 невеликих спинних плавця з шипиками. Задній плавець більше за передній майже у 2 рази. Шип заднього плавця довше за шип переднього. Хвостове вузьке та подовжене. Анальний плавець відсутній.
Забарвлення спини та боків сіро-коричневе, черево — чорне. На хвостовому стеблі та хвостовому плавці є поздовжні чорні смуги та витягнуті плями. Рот та навколо нього мають чорний колір. Звідси походить назва цієї акули.

## Спосіб життя
Тримається на глибинах від 430 до 550 м. Воліє до піщаних банок, коралових рифів, континентального шельфу. Живиться дрібними креветками, кальмарами, та інколи невеличкою рибою.
Це яйцеживородна акула.

## Розповсюдження
Мешкає в Арафурському морі — біля північного заходу Австралії та деяких південних островів Індонезії.